# Ange Postecoglu
Ange Postecoglu (grec: Άγγελος Ποστέκογλου, Angelos Postekoglu; 27 d'agost de 1965) és un entrenador de futbol i exfutbolista australià. Actualment sense equip. Comença la seua carrera professional al South Melbourne FC el 1984 i es va retirar a finals de la temporada 1994. Va debutar amb la selecció d'Austràlia el 1986. Va disputar 4 partits amb la selecció d'Austràlia.
| Selecció d'Austràlia | Selecció d'Austràlia | Selecció d'Austràlia |
| Anys                 | Partits              | Gols                 |
| -------------------- | -------------------- | -------------------- |
| 1986                 | 2                    | 0                    |
| 1987                 | 0                    | 0                    |
| 1988                 | 2                    | 0                    |
| Total                | 4                    | 0                    |

## Palmarès

### Com a jugador
South Melbourne FC
- National Soccer League: 1984, 1990-91
- NSL Cup: 1989-90
- Dockerty Cup: 1989, 1991
- Buffalo Cup: 1988

Selecció australiana
- Copa Trans-Tasman: 1988

### Com a entrenador
South Melbourne FC
- Lliga de Campions de l'OFC: 1999
- National Soccer League: 1997-98, 1998-99

Brisbane Roar FC
- A-League: 2010-11, 2011-12

Selecció australiana
- Copa d'Àsia: 2015

Yokohama F. Marinos
- J1 League: 2019

Celtic FC
- Lliga escocesa: 2021-22, 2022-23
- Copa escocesa: 2022-23
- Copa de la lliga escocesa: 2021-22, 2022-23

Tottenham Hotspur FC
- Lliga Europa de la UEFA: 2024–25[2]